# 3455 Kristensen
3455 Kristensen este un asteroid din centura principală, descoperit pe 20 august 1985 de Edward Bowell.